# Heino Dissing
Heino Dissing (Rasmussen) (født 16. september 1912 i København; død 27. maj 1990 i Gladsaxe) var en dansk cykelrytter.
Dissing konkurrerede for cykelklubben DBC København. Han deltog i de Olympiske Lege i 1936 i Berlin, hvor han sammen med Bjørn Stieler konkurrerede i tandemløb og de blev klassificeret på en 5. plads. I 1936 vandt han det danske mesterskab i sprint for amatører. Fra 1936 til 1951 kørte han som professionel, hovedsageligt på bane, men opnåede dog ingen større succeser.
Af profession var han maskinarbejder, og efter sin professionelle sportskarriere arbejdede han med plastproduktion.